# Afrique du Sud aux Jeux du Commonwealth
L’Afrique du Sud participe aux Jeux du Commonwealth depuis les premiers Jeux en 1930 au Canada. Les Sud-Africains se classent entre la troisième et la cinquième place lors des six premiers Jeux, de 1930 à 1958. En froid avec les autres pays membres en raison de sa politique d'apartheid instituée après la Seconde Guerre mondiale, l'Afrique du Sud quitte le Commonwealth des Nations en 1961, et cesse de participer aux Jeux. Avec l'abolition de l'apartheid et l'instauration de la démocratie, le pays réintègre le Commonwealth en 1994, à temps pour prendre part aux Jeux cette année-là à Victoria, au Canada. Depuis, les Sud-Africains ont pris part à toutes les éditions des Jeux.

## Médailles
Résultats par Jeux :
| Année | Médaille d'or | Médaille d'argent | Médaille de bronze | Total       | Rang        |
| ----- | ------------- | ----------------- | ------------------ | ----------- | ----------- |
| 1930  | 6             | 4                 | 7                  | 17          | 3e          |
| 1934  | 7             | 9                 | 5                  | 21          | 4e          |
| 1938  | 10            | 10                | 6                  | 26          | 4e          |
| 1950  | 8             | 4                 | 8                  | 20          | 5e          |
| 1954  | 16            | 6                 | 13                 | 35          | 4e          |
| 1958  | 13            | 10                | 8                  | 31          | 3e          |
| 1962  | non-membres   | non-membres       | non-membres        | non-membres | non-membres |
| 1966  | non-membres   | non-membres       | non-membres        | non-membres | non-membres |
| 1970  | non-membres   | non-membres       | non-membres        | non-membres | non-membres |
| 1974  | non-membres   | non-membres       | non-membres        | non-membres | non-membres |
| 1978  | non-membres   | non-membres       | non-membres        | non-membres | non-membres |
| 1982  | non-membres   | non-membres       | non-membres        | non-membres | non-membres |
| 1986  | non-membres   | non-membres       | non-membres        | non-membres | non-membres |
| 1990  | non-membres   | non-membres       | non-membres        | non-membres | non-membres |
| 1994  | 2             | 4                 | 5                  | 11          | 12e         |
| 1998  | 9             | 11                | 14                 | 34          | 5e          |
| 2002  | 9             | 20                | 17                 | 46          | 6e          |
| 2006  | 12            | 13                | 13                 | 38          | 5e          |
| 2010  | 12            | 11                | 10                 | 33          | 5e          |
| 2014  | 13            | 10                | 17                 | 40          | 7e          |
| Total | 117           | 112               | 123                | 352         | 6e          |

Athlètes sud-africains ayant remporté au moins quatre médailles d'or :
| Nom             | Médailles d'or | Jeux       | Discipline | Épreuves                                   |
| --------------- | -------------- | ---------- | ---------- | ------------------------------------------ |
| Natalie du Toit | quatre         | 2002, 2006 | Natation   | Nage libre (handisport)                    |
| Hendrik Hart    | quatre         | 1930, 1934 | Athlétisme | Lancer de disque, lancer de poids          |
| Roland Schoeman | quatre         | 2002, 2006 | Natation   | Papillon, nage libre (individuel et relai) |